# Alexander Vedernikov
Alexander Alexandrovitj Vedernikov (russisk: Александр Александрович Ведерников tr. Aleksandr Aleksandrovitj Vedernikov ; født 11. januar 1964 i Moskva i Sovjetunionen; død 29. oktober 2020 samme sted) var en russisk dirigent, som bl.a. var chefdirigent for Odense Symfoniorkester og Det Kongelige Kapel.

## Opvækst og uddannelse
Alexander Vedernikov kom fra et musikalsk hjem. Faderen, Aleksandr Filippovitj Vedernikov var bassanger ved Bolsjojteatret, og moderen Natalija Nikolajevna (Gurejeva) Vedernikova professor i orgelmusik ved Moskva musikkonservatorium. Selv studerede han ved samme konservatorium og afsluttede sin uddannelse der i 1990.

## Karriere
Fra 1988 til 1990 arbejdede Vedernikov i Moskva ved Musikteatret Stanislavskij og Nemirovitj-Dantjenko. Fra 1988 til 1995 var han andendirigent og assistent for chefdirigent Vladimir Ivanovitj Fedosejev ved Tjajkovskij-symfoniorkestret i Moskva. I 1995 grundlagde han Russian Philharmonic Orchestra, og var frem til 2004 dets kunstneriske direktør og chefdirigent.
Fra 2001 til 2009 arbejdede Vedernikov som musikdirektør og førstedirigent ved Bolsjojteateret. Her udarbejdede han blandt andet i 2007 en nyproduktion af Boris Godunov i Mussorgskijs originalorkestrering. Fra 2009 til 2018 var han chefdirigent for Odense Symfoniorkester. I 2018 blev han chefdirigent for Det Kongelige Kapel i København, og i 2019 også musikalsk direktør og chefdirigent ved Mikhailovski-teateret i Sankt Petersborg.
Han døde 29. oktober 2020 med covid-19.

## Indspilninger
- Glinka: Ruslan og Ludmilla
- Mussorgskij: Boris Godunov
- Tjajkovskij: Nøddeknækkeren
- Tjajkovskij: Eugen Onegin